# Major (perro de Franklin D. Roosevelt)
Major fue un perro de raza pastor alemán que fue una mascota presidencial perteneciente al presidente de los Estados Unidos, Franklin D. Roosevelt.
En 1933, mientras vivía en la Casa Blanca, Major tuvo incidentes en los que mordió a la senadora estadounidense Hattie Wyatt Caraway y al primer ministro del Reino Unido, Ramsay MacDonald. Después del último incidente, lo enviaron a vivir a la residencia privada de Roosevelt en Hyde Park, Nueva York y nunca regresó a la Casa Blanca.

## Primeros años de vida
Major había sido originalmente un perro policía. Cuando Roosevelt era gobernador de Nueva York, la Policía Estatal de Nueva York se lo regaló.
Un artículo de noviembre de 1932 en el Brooklyn Eagle describió la personalidad de Major como «sedado» y describió a Roosevelt, que tenía varios perros, como parcial hacia Major.

## Vida en la Casa Blanca
Antes de la toma de posesión de Roosevelt, Major, junto con el otro perro de los Roosevelt, Meggie, tomó un viaje en automóvil de seis horas con Eleanor Roosevelt para viajar desde Nueva York a Washington D. C..
Se sabía que Major perseguía a las sirvientas de la Casa Blanca, quienes blandían sus escobas y trapeadores para protegerse.
El 24 de marzo de 1933, Eleanor Roosevelt dijo que había llevado dos veces a Major a viajes al parque de Rock Creek y que se había peleado con otros perros en ambos viajes. Dijo que si en el futuro la acompañara al parque, lo haría con bozal.
El 29 de abril de 1933, Major mordió a Hattie Wyatt Caraway (senadora de los Estados Unidos) en una fiesta en la Casa Blanca.
En 1933, Ramsay MacDonald (primer ministro del Reino Unido) realizó una visita oficial de estado a la Casa Blanca, la primera vez que dicha visita se producía durante la presidencia de Roosevelt. Durante esta visita, Major mordió a MacDonald y le arrancó la parte inferior de los pantalones. Después de este incidente, Major fue enviado a vivir a la residencia privada de Roosevelt en Hyde Park, Nueva York y nunca regresó a la Casa Blanca. Del mismo modo, décadas antes, el presidente Theodore Roosevelt había desterrado a su bull terrier Pete de la Casa Blanca después de que mordió a numerosas personas, llegando incluso a arrancarle los pantalones a Jean Jules Jusserand (embajador de Francia en Estados Unidos).

## Comparaciones con el perro del mismo nombre de Joe Biden
En 2021, Major y sus incidentes de mordeduras recibieron nueva atención cuando el perro del presidente de los Estados Unidos, Joe Biden, llamado Major, también pastor alemán, tuvo incidentes en los que mordió a personas en la Casa Blanca.